# Миддлтон, Стэнли
Стэнли Миддлтон (англ. Stanley Middleton; 1 августа 1919, Ноттингемшир — 25 июля 2009[…]) — английский романист. Со-лауреат Букеровской премии за 1974 год за роман «Отпуск». В 1979 отказался от Ордена Британской Империи. Был также умелым органистом. С 1951 года и до своей смерти состоял в браке с Маргарет Уэлч. Стал отцом двух дочерей. Болел раком, скончался за неделю до своего девяностолетия.

## Интересный факт
В 2006 году репортер The Sunday Times разослал первые главы романа «Holiday» ряду издателей и литературных агентов в качестве журналистского трюка. Почти все они отвергли его.